# 팀스피크
팀스피크(TeamSpeak, TS)는 마치 전화 콘퍼런스 콜처럼 채팅 채널에서 사용자들 간 음성 대화를 할 수 있는 사유 VoIP 애플리케이션이다. 사용자들은 보통 마이크로폰이 달린 헤드폰을 사용한다. 클라이언트 소프트웨어는 사용자가 선택한 팀스피크 서버에 연결하며 여기서 사용자는 대화 채널에 참여할 수 있다.
팀스피크의 대상 고객은 다인용 비디오 게임의 같은 팀의 다른 플레이어들과 소통하기 위한 소프트웨어를 사용할 수 있는 게이머이다.

## 같이 보기
- 멈블
- 스카이프
- Xfire
- 디스코드